# Alice Sasko-Koburská
Alice Sasko-Koburská, plným jménem Alice Maud Mary (25. dubna 1843, Londýn – 14. prosince 1878, Darmstadt) byla jako manželka velkovévody Ludvíka IV. od 13. června 1877 až do své smrti v roce 1878 hesenská a porýnská velkovévodkyně. Byla třetím dítětem a druhou dcerou královny Viktorie Britské a prince Alberta Sasko-Kobursko-Gothajského. Alice byla prvním z devíti dětí královny Viktorie, které zemřelo, a jedním ze tří, které zemřelo před jejich matkou, která zemřela v roce 1901. Její život byl od otcovy smrti v roce 1861 tragédií.
Alice strávila své rané dětství ve společnosti svých rodičů a sourozenců a cestovala mezi britskými královskými rezidencemi. Její vzdělání bylo navrženo blízkým přítelem a poradcem prince Alberta, Christianem Friedrichem, baronem Stockmarem, a zahrnovalo praktické činnosti, jako je vyšívání a práce se dřevem, a jazyky jako francouzština a němčina. Když její otec v prosinci 1861 smrtelně onemocněl, Alice ho až do jeho smrti ošetřovala. Po jeho smrti vstoupila královna Viktorie do období intenzivního smutku a Alice strávila dalších šest měsíců jako neoficiální sekretářka své matky. Dne 1. července 1862 se Alice provdala za nezletilého německého prince Ludvíka Hesenského. Obřad, konající se v Osborne House, královna popsala jako „spíše pohřeb než svatbu“. Alicin život v Darmstadtu byl nešťastný v důsledku zbídačení, rodinných tragédií a zhoršujících se vztahů s manželem a matkou.
Alice projevila zájem o ošetřovatelství, zejména o práci Florence Nightingalové. Když se Hesensko zapojilo do prusko-rakouské války, Darmstadt se zaplnil zraněnými; Alice v pokročilém stádiu těhotenství věnovala hodně svého času vedení polních nemocnic. Jedna z jejích organizací, Dámský cech princezny Alice, převzala velkou část každodenního provozu státních vojenských nemocnic. V roce 1877 se Alice po nástupu svého manžela na trůn stala velkovévodkyní, přičemž její povinnosti dále zatěžovaly její zdraví. Koncem roku 1878 se na hesenském dvoře rozšířil záškrt. Alice pečovala o svou rodinu více než měsíc, než sama onemocněla a později toho roku zemřela.
Princezna Alice byla sestrou Eduarda VII. Britského a německé císařovny Viktorie (manželka Fridricha III.), matkou císařovny Alexandry Fjodorovny Ruské (manželka Mikuláše II.) a babičkou z matčiny strany královny Louise Švédské (druhá manželka Gustava VI. Adolfa) a Louise Mountbattena, 1. hraběte Mountbattena z Barmy (poslední místokrál Indie). Další dcera, Alžběta, která se provdala za velkoknížete Sergeje Alexandroviče Ruského, byla stejně jako Alexandra a její rodina zabita bolševiky v roce 1918.

## Původ, dětství a mládí

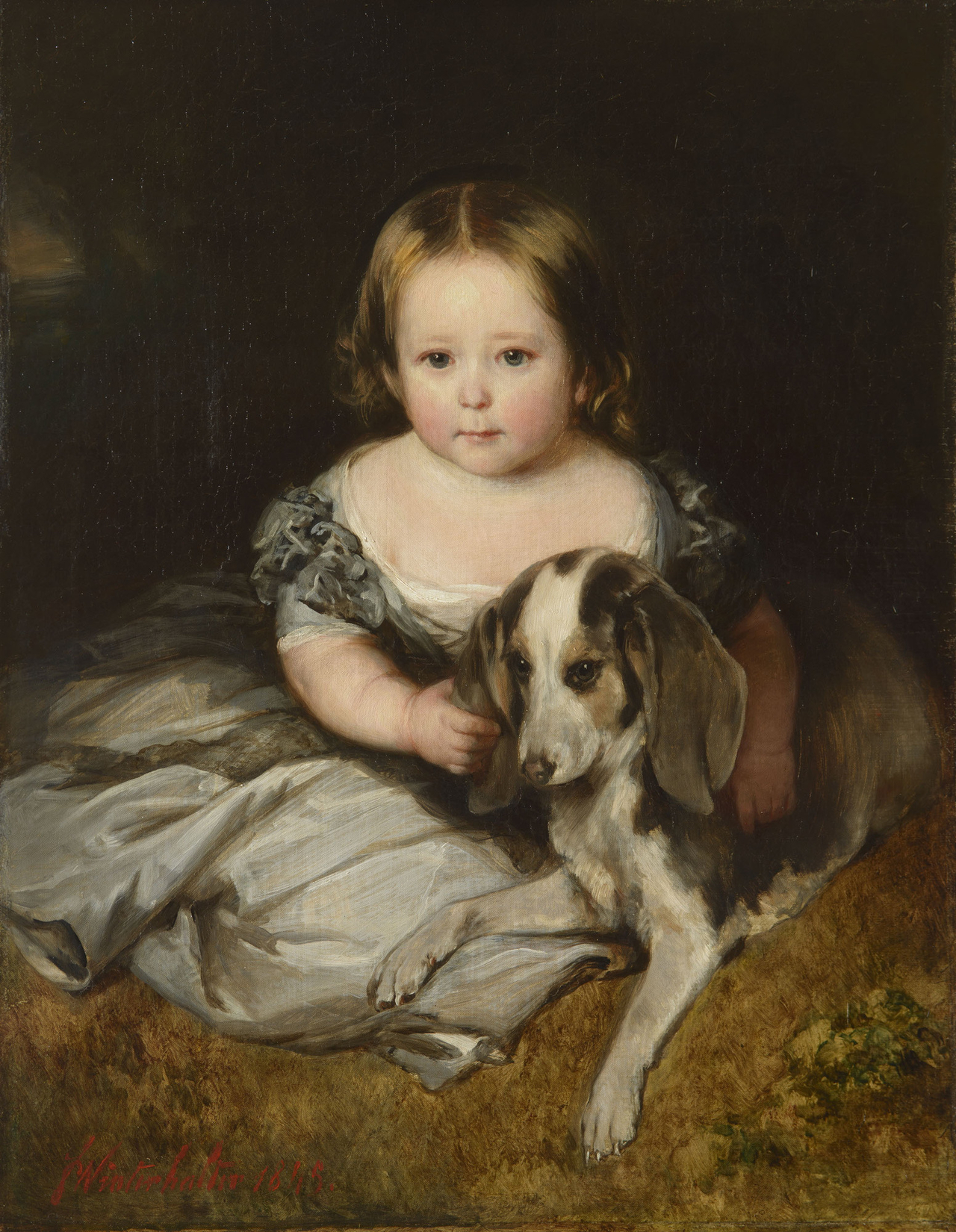
Princezna Alice na portrétu Franze Xavera Winterhaltera, 1845

Alice se narodila 25. dubna 1843 v Buckinghamském paláci v Londýně jako druhá dcera a třetí potomek britské královny Viktorie a jejího manžela prince Alberta. 
Dne 2. června 1843 ji v soukromé kapli Buckinghamského paláce pokřtil arcibiskup z Canterbury William Howley jako Alice Maud Mary. Princezna dostala své první jméno díky premiéru Williamu Lambovi, královnině oblíbenci, jenž měl toto jméno v oblibě. Druhé jméno Maud (staroanglická verze jména Matylda) dostala po své kmotře, princezně Sofii Matyldě z Gloucesteru, sestřenici Jiřího III., jméno Marie proto, že se narodila v tentýž den jako její teta princezna Marie, vévodkyně z Gloucesteru, dcera Jiřího III.
Její pohlaví bylo veřejností přijato se smíšenými pocity a dokonce i Tajná rada zaslala Albertovi zprávu, v níž vyjádřila „blahopřání a soustrast“ k narození druhé dcery. Jejími kmotry byli hannoverský král (její prastrýc; kterého zastupoval vévoda z Cambridge), princezna z Hohenlohe-Langenburgu (její teta; kterou zastupovala vévodkyně z Kentu), princ Arnošt Sasko-Kobursko-Gothajský (její strýc; kterého zastupoval Fridrich Vilém Meklenbursko-Střelický) a princezna Sofie z Gloucesteru (její sestřenice).

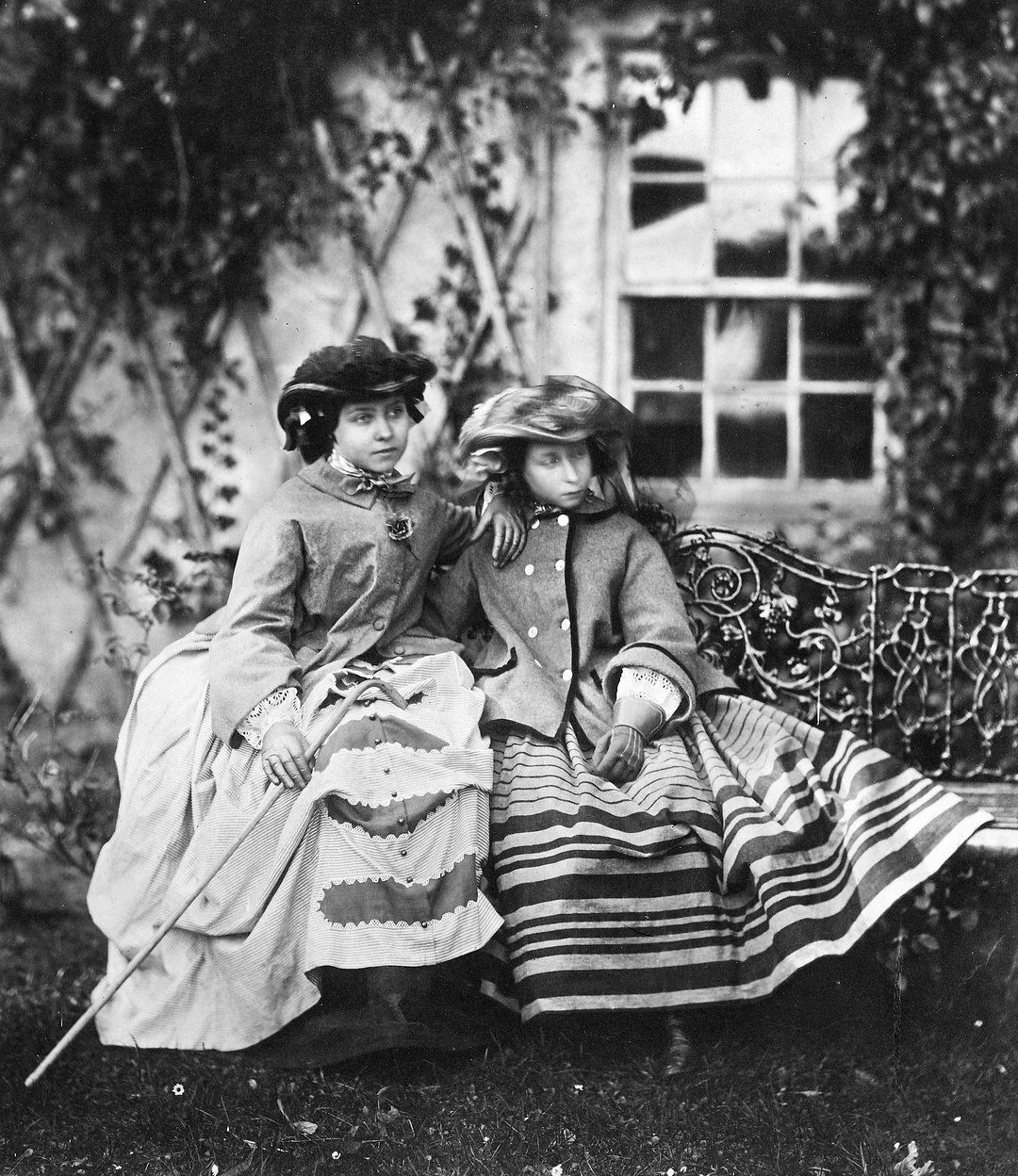
Princezna Alice (vpravo) se svou starší sestrou princeznou Viktorií, 1856

Narození Alice přimělo její rodiče najít větší rodinný dům. Buckinghamský palác nebyl vybaven soukromými byty, které Viktoriina rozrůstající se rodina potřebovala, včetně vhodných dětských pokojů. V roce 1844 proto Viktorie a Albert zakoupili Osborne House na ostrově Wight jako rodinné prázdninové sídlo. Alicinu výchovu naplánoval její otec a jeho blízký přítel baron Stockmar. V Osborne se Alice a její sourozenci učili praktickým dovednostem, jako je vedení domácnosti, vaření, zahradničení a tesařství, a také každodenní výuce angličtiny, francouzštiny a němčiny.
Viktorie a Albert upřednostňovali monarchii založenou na rodinných hodnotách; Alice a její sourozenci, kteří denně nosili oblečení střední třídy, spali ve spoře zařízených ložnicích s malým vytápěním. Alice byla fascinována světem mimo královskou domácnost; na Balmoralu, kde se zdála být nejšťastnější, navštěvovala nájemníky žijící a pracující na panství. Jednou utekla od své vychovatelky do kaple na hradě Windsor a sedla si do veřejné lavice, aby lépe porozuměla lidem, kteří se striktně nedrželi královského protokolu. V roce 1854, během krymské války, objížděla jedenáctiletá Alice s matkou a nejstarší sestrou londýnské nemocnice pro raněné vojáky. Byla ze svých sourozenců nejcitlivější a soucítila s útrapami druhých.

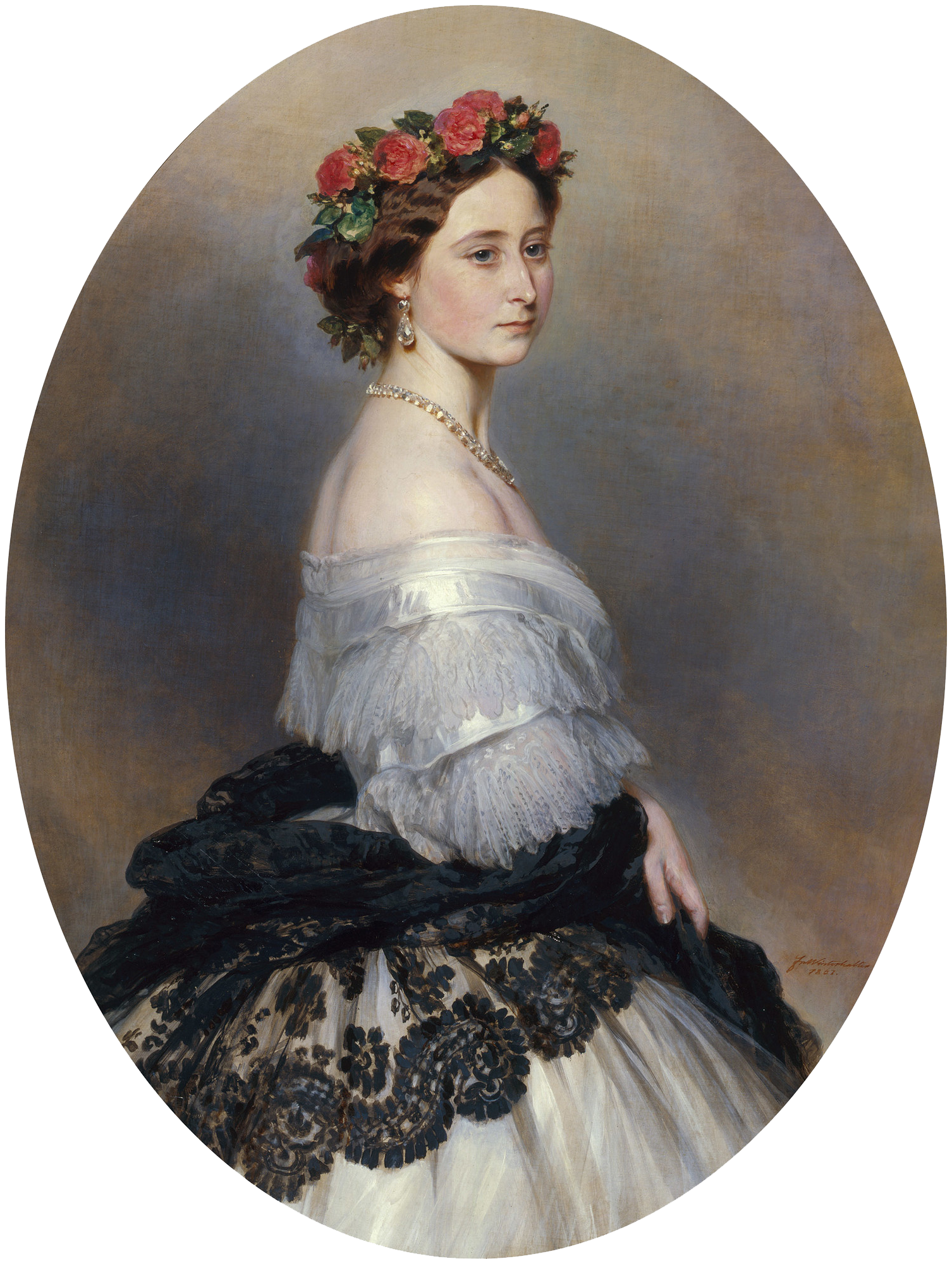
Princezna Alice na portrétu Franze Xavera Winterhaltera, 1861

Alice byla považována za jednu z nejkrásnějších dcer královny Viktorie. Když jí byl rok, její otec se o ní zmínil jako o „krásce rodiny“. Její sestra Vicky byla přesvědčena, že je Alice skutečně krásná a na podzim roku 1864 poslala své matce fotografii, na níž byly obě s dětmi, s komentářem: „ošklivá sestra & hezká sestra (ta první jsem samozřejmě já).“ Vickyin tchán dával Alici přednost pro její krásu, jak řekla její sestra, nikdy k ní nebyl „tak přátelsky nakloněn“, jako když byla nablízku její hezčí sestra. V dětství si Alice vytvořila blízký vztah se svým bratrem, princem z Walesu, a nejstarší sestrou, princeznou královskou. Viktoriin sňatek s pruským princem Fridrichem Vilémem v roce 1858 Alice těžce nesla.
Alicin soucit s utrpením druhých lidí ji v roce 1861 utvrdil v roli rodinné pečovatelky. Její babička z matčiny strany Viktorie, vévodkyně z Kentu, zemřela ve Frogmore 16. března 1861. Alice trávila s babičkou hodně času, často jí hrála na klavír v salonu ve Frogmore a ošetřovala ji v posledních stadiích nemoci. Po matčině smrti se královna zhroutila žalem a velmi spoléhala na Alici, které dal princ Albert instrukce: ,,Jdi a utěš maminku." Královna psala o své dceři svému strýci, belgickému králi Leopoldu I.: "Dobrá, drahá Alice, plná citu, lásky a starosti o mne.". 
Jen o několik měsíců později, 14. prosince 1861, princ Albert na hradě Windsor zemřel. V jeho posledních okamžicích života zůstala Alice u jeho lůžka. Alice poslala pro prince z Walesu telegramem bez vědomí královny, která mu to odmítla oznámit, protože ho vinila z Albertovy smrti. Královna byla manželovou smrtí zdrcena a dvůr vstoupil do období intenzivního smutku. Alice se stala neoficiální sekretářkou své matky a na dalších šest měsíců i fyzickou reprezentací panovníka. Prostřednictvím ní procházely oficiální dokumenty královny od a k jejím vládním ministrům, zatímco se královna zcela stáhla z veřejného života. Alici při této úloze pomáhala mladší sestra, princezna Luisa. Ačkoli by za normálních okolností byla vybrána k asistenci princezna Helena, starší sestra Luisy, její neschopnost zůstat delší dobu bez pláče jí tuto roli znemožnila.

## Manželství

### Nápadníci
Aliciny sňatkové plány začala v roce 1860 připravovat její matka. Královna Viktorie vyjádřila přání, aby se její děti vdávaly z lásky, ale to neznamenalo, že by se výběr nápadníků musel nutně rozšířit na někoho mimo evropské královské rody. Povýšení britského poddaného do královského stavu, ať už byl jeho stav jakkoli vysoký, bylo politicky sporné a navíc se tím promarnila jakákoli příležitost k užitečnému zahraničnímu spojenectví. Královna pověřila svou dceru Viktorii, nedávno provdanou za pruského prince Fridricha Viléma, aby vypracovala seznam vhodných evropských princů. Její hledání přineslo pouze dva vhodné kandidáty: nizozemského následníka trůnu Viléma Oranžského a pruského prince Alberta, bratrance Viktoriina manžela Fridricha Viléma. Oranžský princ byl brzy vyřazen. Přijel na hrad Windsor, aby si ho královna Viktorie mohla osobně prohlédnout, ale ukázal se být pro Alici nepřijatelný. Také princ neprojevil o Alici velký zájem, a to navzdory silnému tlaku své probritsky orientované matky, nizozemské královny Žofie. Také princ Albert byl odmítnut, přičemž princ Fridrich Vilém poznamenal, že jeho bratranec by se nehodil pro „tu, která si zaslouží to nejlepší."
Protože oba hlavní kandidáti již byli vyloučeni, navrhla princezna Viktorie prince Ludvíka Hesenského, nevýznamného německého prince, synovce hesenského velkovévody. Princezna Viktorie se vydala na hesenský dvůr, aby si prohlédla Ludvíkovu sestru, princeznu Annu, jako potenciální nevěstu pro svého bratra, prince z Walesu. Ačkoli na ni princezna Anna neudělala příznivý dojem, Ludvík a jeho bratr princ Jindřich na ni dojem udělali. Oba byli v roce 1860 pozváni na hrad Windsor, údajně proto, aby mohli sledovat dostihy v Ascotu ve společnosti královské rodiny, ve skutečnosti však byla návštěva pro královnu příležitostí prohlédnout si svého potenciálního zetě. Královna obdivovala jak Ludvíka, tak Jindřicha, ale všimla si, jak dobře spolu Ludvík a Alice vycházejí. Když hesenská rodina odjela, Ludvík si vyžádal Alicinu fotografii a Alice mu dala jasně najevo, že ji přitahuje.

### Zásnuby a svatba

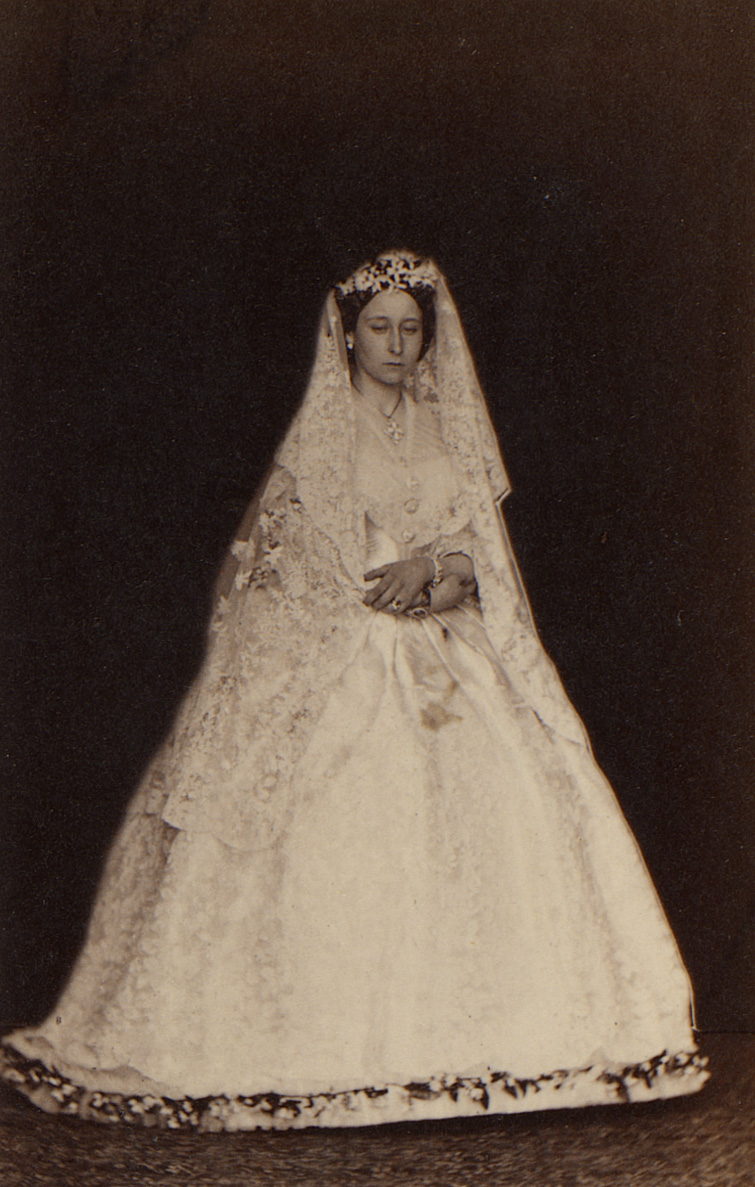
Princezna Alice ve svých svatebních šatech, 1862

Alice byla se souhlasem královny zasnoubena 30. dubna 1861 s princem Ludvíkem Hesenským. Královna přesvědčila ministerského předsedu lorda Palmerstona, aby zajistil souhlas parlamentu s tím, že Alice dostane věno ve výši 30 000 liber (3,54 milionu liber v roce 2025). Ačkoli byla tato částka v té době považována za velkorysou, princ Albert poznamenal, že „s tím nebude moci dělat velké věci“ v malém hesenském velkovévodství ve srovnání s bohatstvím, které zdědí její sestra Viktorie jako budoucí pruská královna a německá císařovna. Navíc bylo nejisté budoucí sídlo páru v Darmstadtu, velkovévodském sídle. Královna Viktorie sice počítala s tím, že bude postaven nový palác, ale obyvatelé Darmstadtu nechtěli tyto výdaje hradit a vzniklé spory tam vyvolaly nevoli. To znamenalo, že Alice byla v Darmstadtu neoblíbená ještě před svým příjezdem.
Mezi zásnubami a svatbou zemřel 14. prosince 1861 Alicin otec princ Albert. Navzdory královnině zármutku nařídila, aby svatba pokračovala podle plánu. Dne 1. července 1862 se Alice a Ludvík vzali soukromě v jídelně Osborne House, která byla přeměněna na dočasnou kapli. Královnu uvedli její čtyři synové, kteří působili jako živá zástěna bránící jí ve výhledu, a zaujala místo v křesle poblíž oltáře. Alici oddával její strýc, Albertův bratr vévoda Arnošt II. Sasko-Kobursko-Gothajský, a po jejím boku šly čtyři družičky: její mladší sestry, princezny Helena, Luisa a Beatrix, a také Ludvíkova sestra princezna Anna. Na obřad si Alice oblékla jednoduché bílé šaty se závojem z honitonské krajky a věncem z pomerančových květů a myrty, ale před obřadem i po něm musela mít na sobě černé smuteční šaty. Královna, sedící v křesle, se snažila zadržet slzy a před zraky diváků ji chránili princ z Walesu a princ Alfred, její druhý syn, kteří po celou dobu obřadu plakali. Počasí v Osbornu bylo ponuré, vítr foukal od Lamanšského průlivu. Královna napsala své nejstarší dceři Viktorii, že obřad byl „spíše pohřbem než svatbou“, a Alfredu lordu Tennysonovi poznamenala, že to byl „nejsmutnější den, jaký si pamatuji“. Obřad, který Gerard Noel označil za „nejsmutnější královskou svatbu v moderní době," skončil ve čtyři hodiny odpoledne a manželé se vydali na svatební cestu do domu St Claire v Ryde, který jim zapůjčila rodina Vernona Harcourta. Alicin doprovod tvořili lady Churchillová, generál Seymour a baron Westerweller (hesenský dvořan). Alice si dávala pozor, aby si královnu po svatbě neznepřátelila. Když královna navštívila pár v St Claire, Alice se snažila nepůsobit „příliš šťastně“. Přesto Aliciny projevy romantického štěstí vyvolávaly v královně žárlivost na dceřino štěstí.

## Hesenská princezna

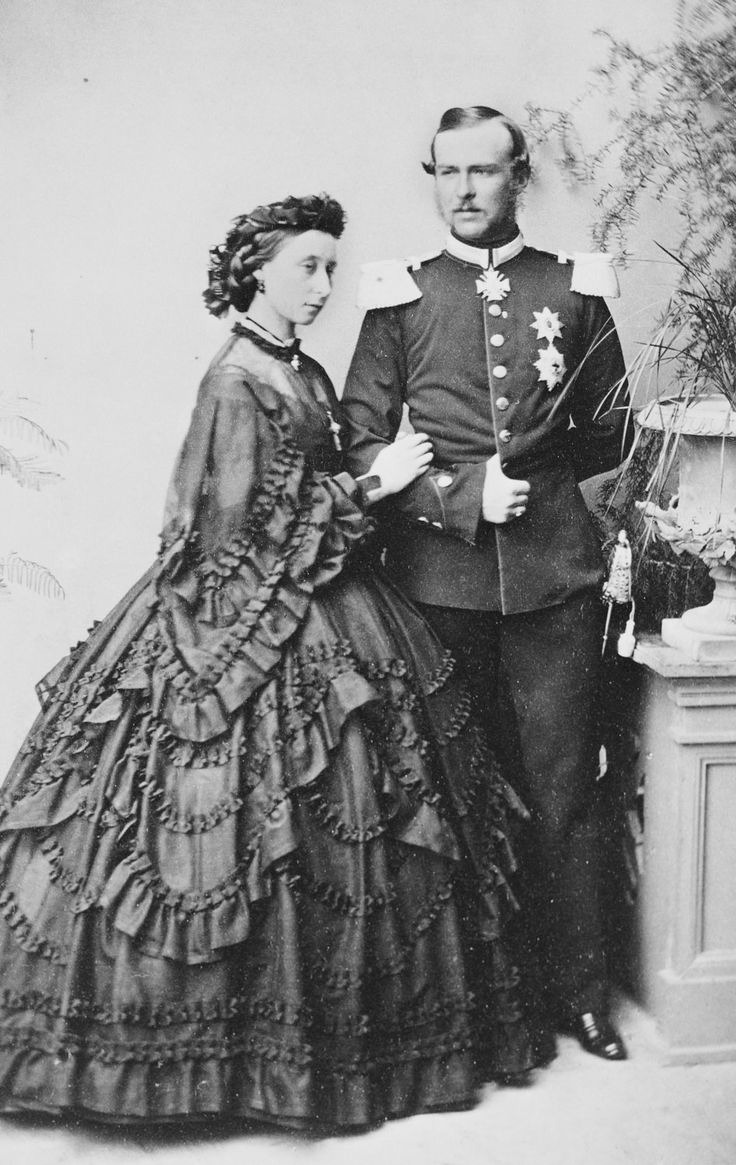
Princezna Alice a její manžel princ Ludvík Hesenský, 1862

Alice a Ludvík dorazili do Bingenu 12. července 1862 a byli přivítáni jásajícími davy, které se shromáždily navzdory prudkému dešti. Poté, co byli představeni představitelům města, odjeli vlakem do Mohuče, kde posnídali, a pak se vydali parníkem po Rýně do Gustavsburgu. Odtud jeli vlakem do Darmstadtu, kde byli přivítáni s velkým nadšením. Alice matce odepsala, že „myslím, že lidé ještě nikdy nevítali tak srdečně“, zatímco její sestra Helena napsala, že „nic nemohlo být nadšenější, než byl její příjezd do Darmstadtu“. Alice se v novém prostředí hned neadaptovala. Stýskalo se jí po domově a nemohla uvěřit, že když je tak daleko od Anglie, její otec už nežije a neutěšuje její matku. Královna si zapsala do svého deníku: ,,Už je to skoro čtrnáct dní, co naše drahá Alice odešla, a kupodivu - jakkoli mi byla drahá a vzácná jako útěcha a pomoc, skoro vůbec mi nechybí a necítím, že by odešla - jsem tak úplně sama - tou jedinou strašnou ztrátou - tou jedinou myšlenkou, že všechno prošlo bez povšimnutí!"
Otázka Alicina sídla se po jejím příjezdu stala problémem, neboť velkovévoda nebyl ochoten z nízkých hesenských prostředků financovat sídlo vhodné pro dceru královny Viktorie. Dvojice dostala dům ve „staré čtvrti“ Darmstadtu, který měl výhled na ulici. Přes tenké stěny domu bylo snadno slyšet rachotící vozy. Zdálo se však, že to Alici vyhovuje, a tak trávila v Hesensku co nejvíce času, aby se seznámila s novým prostředím. Chodila na hodiny výtvarné výchovy k dvornímu malíři Paulu Weberovi.
V roce 1863 odcestovala do Anglie na svatbu svého bratra, prince z Walesu, a dánské princezny Alexandry. Alice porodila své první dítě, Viktorii Albertu Alžbětu Matyldu Marii, 5. dubna za přítomnosti královny Viktorie. Speciálně na křtiny byl do Anglie povolán darmstadtský dvorní kaplan. Alicin vztah s matkou se stal náročným, což mělo trvání až do její smrti. Po květnovém návratu do Darmstadtu dostali Alice a Ludvík nové sídlo, Kranichstein severovýchodně od Darmstadtu. Alice porodila 1. listopadu 1864 svou druhou dceru Alžbětu, přezdívanou „Ella“; Alicino rozhodnutí kojit novorozenou dceru její matku, která byla proti kojení, rozrušilo. Královnu dále rozrušilo zjištění, že Alice, která našla opravdové štěstí, bude Anglii navštěvovat stále méně.

### Prusko-rakouská válka
V roce 1866 vyzvalo Rakousko Prusko, aby předalo správu Šlesvicka-Holštýnska, které do té doby spravovaly obě mocnosti společně, vévodovi z Augustenbergu. Prusko to odmítlo a Otto von Bismarck vyslal do Rakouskem spravovaného Holštýnska vojska. To vyvolalo válku mezi Rakouskem a Pruskem, přičemž Hesensko se postavilo na stranu Rakušanů, čímž se Alice a její sestra Viktorie technicky staly nepřáteli.

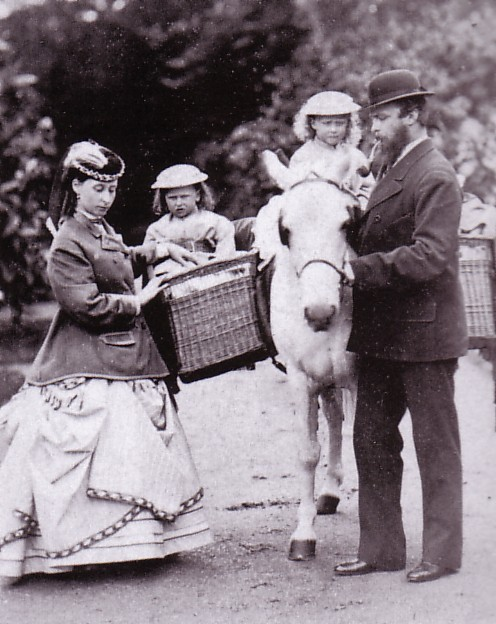
Princezna Alice a princ Ludvík s jejich dcerami princeznou Viktorií a princeznou Alžbětou, 1866

Alice, těhotná se svým třetím dítětem, viděla, jak Ludvík odjíždí velet hesenské kavalerii proti Prusům, a poslala své děti ke královně Viktorii do Anglie. Navzdory svému těhotenství plnila královské povinnosti, které se od ní očekávaly, vyráběla obvazy pro vojáky a připravovala nemocnice. Dne 11. července porodila princeznu Irenu; pruská vojska byla na pokraji vstupu do Darmstadtu, prosila velkovévodu, aby se vzdal za pruských podmínek. To vyvolalo zuřivost ostře protiprusky zaměřeného prince Alexandra, ale Alice si uvědomila, že dobyté německé státy pravděpodobně vytvoří unii, kterou stejně jako její sestra Viktorie podporovala.
Alice a Ludvík spolu během války hojně komunikovali, Alice naléhala na Ludvíka, aby příliš neriskoval, a Ludvík naléhal na ni, aby si nedělala starosti. V Darmstadtu vypukla panika, mládežnické sbory prchaly ze svých stanovišť a město bránily pouze palácové stráže. Nakonec bylo uzavřeno příměří mezi Pruskem a Hesenskem a Ludvík napsal, že jsou nyní „v bezpečí“. S Alicí se znovu setkal poté, co se oba nečekaně potkali na ulici, a společně navštívili raněné. Prusové vstoupili do Darmstadtu a Alice věnovala mnoho času nemocným a raněným. Byla přítelkyní Florence Nightingaleové, která dokázala vybírat a posílat peníze z Anglie, a Alice využívala Nightingaleové rady ohledně čistoty a větrání v nemocnicích.
Přestože se Alici ulevilo, že válka skončila, byla zděšena chováním pruských vojáků v Hesensku; Prusové zabrali železnice a telegrafní systém velkovévodství a vyměřili Hesensku odškodné ve výši tří milionů zlatých. Alice napsala své matce, ta zase napsala princezně Viktorii, která jí odpověděla, že nemůže udělat nic, aby ulevila „bolestnému a strastiplnému postavení, v němž se milá Alice nachází“, protože je to „jeden z nevyhnutelných důsledků této strašné války." Vliv měl však ruský car, který naléhal na pruského krále, aby umožnil velkovévodovi udržet si trůn. Skutečnost, že císařova manželka byla velkovévodovou tetou a Alicina sestra byla zároveň pruskou korunní princeznou, pravděpodobně ovlivnila pruskou velkorysost. Alici však rozzlobila netaktní návštěva princezny Viktorie v dobytém Hombursku, původně součásti Hesenska, krátce poté, co se stalo pruským územím.

### Náboženské přesvědčení
Alice navázala přátelství s teologem Davidem Friedrichem Straussem. Ten byl v té době kontroverzní osobností; v roce 1835 vydal knihu Ježíšův život, v níž tvrdil, že Ježíšovy zázraky jsou nefalšované mýty a že Bibli nelze vykládat doslovně jako Boží slovo, což se v ortodoxních kruzích podobalo kacířství. Alice zastávala podobný názor jako Strauss a domnívala se, že současná viktoriánská společnost představuje Boha způsobem, který by byl pro rané křesťany „nepoznatelný.“ Strauss také Alici nabízel intelektuální společnost, kterou jí její manžel nebyl schopen poskytnout, a pravidelně ho zvala do Nového paláce, aby Alici soukromě předčítal. Přátelství vzkvétalo; Strauss byl představen Alicině sestře Viktorii a jejímu švagrovi Fridrichu Vilémovi a byl jimi pozván do Berlína. V roce 1870 chtěl Strauss věnovat Alici své nové dílo Přednášky o Voltairovi, ale bál se ji o to požádat; ušetřila ho toho tím, že ho sama požádala, aby je jí věnoval jí. Alicin vztah se Straussem však rozzlobil císařovnu Augustu, která Alici označila za „naprostou ateistku“ poté, co se dozvěděla o jeho propagaci.

## Pozdější léta života
Tragédie postihla Alici 29. května 1873, kdy její nejmladší a nejoblíbenější syn Friedrich, zvaný „Frittie“, zemřel po pádu z okna z výšky 20 metrů. Dítě trpělo hemofilií, a přestože nabylo vědomí, vnitřní krvácení se nepodařilo zastavit. Alice se z Frittieho smrti nikdy nevzpamatovala a o dva měsíce později napsala své matce: „Jsem ráda, že máš malý barevný obrázek mého miláčka. Cítím se hůře a smutnější než kdy jindy a tolik mi chybí, neustále." Královnina pozornost se však více soustředila na zasnoubení jejího syna prince Alfréda s ruskou velkokněžnou Marií Alexandrovnou, jedinou přeživší dcerou cara Alexandra II. a jeho první manželky carevny Marie Alexandrovny. Car odmítl představit svou dceru během ,,předsvatební prohlídky' v Anglii a místo toho pozval královnu na setkání s rodinou do Německa. Alice tento návrh podpořila a ve stejný den, kdy královně napsala, jak moc jí Frittie chybí, královna Alici napsala jízlivý dopis: „Zcela ses postavila na ruskou stranu a nemyslím si, drahé dítě, že bys mi měla říkat... co mám dělat."

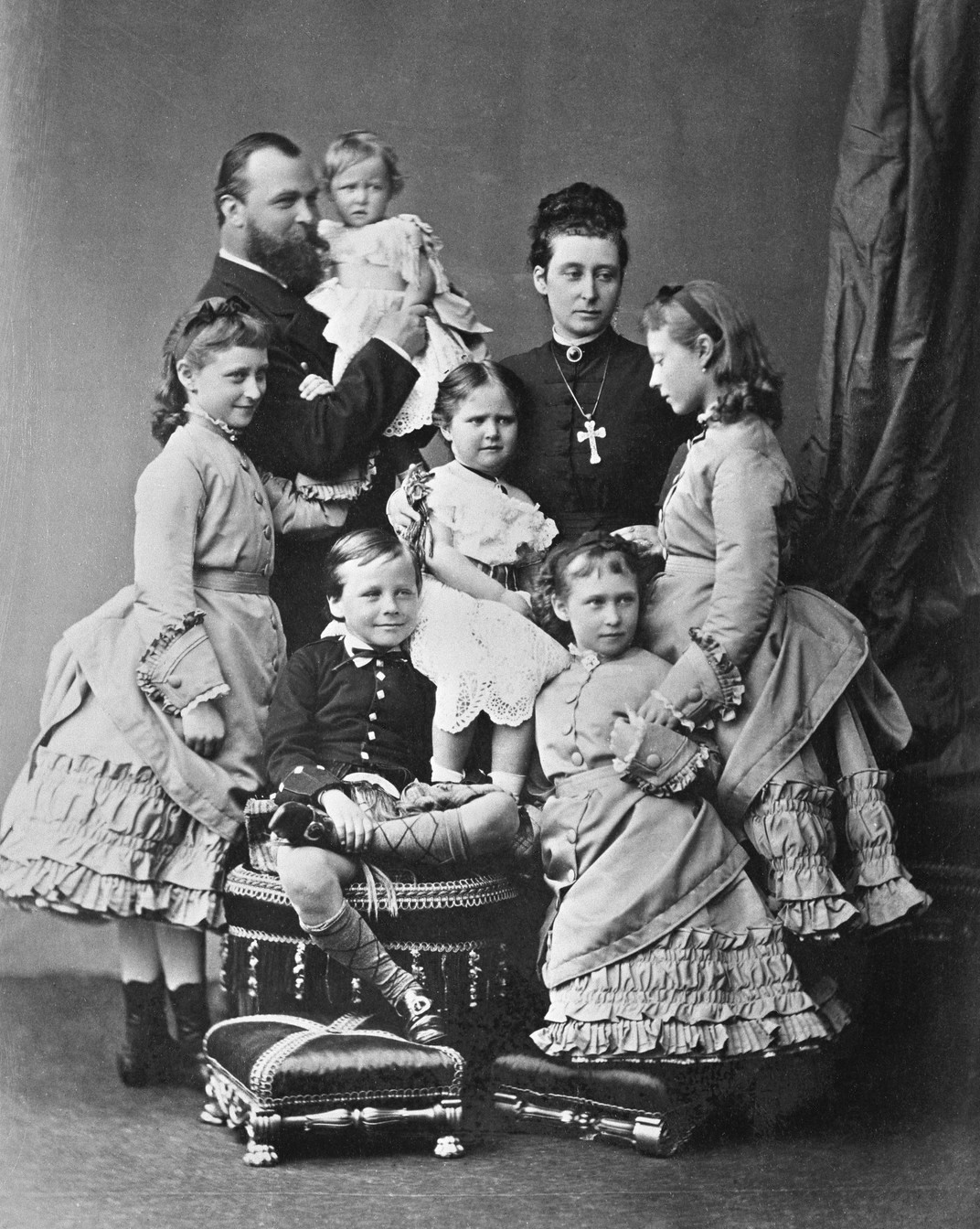
Princezna Alice s manželem a dětmi, 1876

Po Frittieho smrti se Alice více přimkla ke svému jedinému žijícímu synovi Arnoštovi a novorozené dceři Marii. V roce 1875 se vrátila ke svým veřejným povinnostem, včetně shromažďování finančních prostředků, lékařské a sociální práce, která ji vždy zajímala. Udržovala aktivní korespondenci se sociální reformátorkou Octavií Hillovou. V těchto letech se však vztahy s jejím manželem zhoršily. Koncem roku 1876 odcestovala na léčení do Anglie kvůli vnitřním potížím způsobeným zakřivením dělohy dozadu a během zotavování zůstala na Balmoralu. Z Balmoralu psala svému manželovi a kritizovala dětinskost jeho dopisů: „Kdyby mi moje děti psaly takové dětinské dopisy - jen krátké zprávy - kde a co jedly nebo kde byly atd., a žádné názory, postřehy a poznámky, divila bych se - a o co víc, když ty píšeš takhle!"
Navzdory manželským problémům Alice svého manžela silně podporovala a byla velmi kritická, když nebyly plně uznány jeho schopnosti nebo nadání. Dne 20. března 1877 zemřel Ludvíkův otec princ Karel a Ludvík se stal následníkem trůnu. Dne 13. června téhož roku zemřel Karlův starší bratr velkovévoda Ludvík III. a Ludvík s Alicí se stali velkovévodou a velkovévodkyní Hesenska. Její přetrvávající neoblíbenost v Darmstadtu spolu s matkou, která ji nechtěla v Anglii, však způsobovaly napětí a ona i její děti trávily červenec a srpen v Houlgate v Normandii, kde je Ludvík často navštěvoval. Její pověst v Darmstadtu ji zraňovala a byla vůči němu stále více zatrpklá; Ludvík jí v srpnu 1877 napsal dopis, v němž vyjádřil naději, že „hořkost slané vody zažene hořkost, kterou stále cítíte vůči Darmstadtu. Prosím tě, miláčku, nemluv o něm tak ostře, až za tebou přijedu - docela by mi to zkazilo radost z toho, že tě zase uvidím." Alice si Ludvíkův dopis vzala k srdci a odpověděla mu: „Nemám v úmyslu říkat nic nepříjemného, a už vůbec ne tobě. Ty ze sebe setřeseš všechno nepříjemné, jako když pudl setřese vodu, když přijde k moři - povahy, jako je ta tvoje, jsou nejšťastnější samy o sobě, ale nejsou stvořeny k tomu, aby pomáhaly, utěšovaly a radily druhým, ani k tomu, aby s nadhledem, pochopením a soucitem sdílely s druhými žár poledního dne života nebo chlad večera." V reakci na to Ludvík poslal dopis, který Alici rozplakal a po tomto dopise byly Aliciny dopisy Ludvíkovi povzbudivější a ujišťovaly ho o jeho schopnosti rozhodovat se sám.
Návrat Alice a Ludvíka do Darmstadtu jako velkovévody a velkovévodkyně se setkal s oslavami, které Alice neočekávala. Její povinnosti však byly pro ni zdrcující a napsala své matce, že se „všeho bojí." Alice využila své nové role k reformě sociálních poměrů v Darmstadtu, ale zodpovědnost za funkci Landesmutter (matky svého lidu) považovala za namáhavou. V jiném dopise matce napsala, že její povinnosti jsou „víc, než by mohla dlouhodobě vydržet.“ Trápila ji fáma, že byla kdysi nevlídná k Ludvíkově tetě, velkovévodkyni Matyldě Karolíně, a ranil ji nevlídný dopis od královny Viktorie. Alice si Ludvíkovi stěžovala, že ji dopis „rozplakal hněvem... Přála bych si, abych byla mrtvá, a pravděpodobně nebude trvat příliš dlouho, než mamince toto potěšení dopřeji.“ Není však uvedeno, co tento hněvivý výbuch vyvolalo.
I když se snažila věnovat umění a vědě a distancovat se od společenských protokolů, stále pociťovala tíhu svých povinností.O Vánocích 1877 si Alice oddechla, protože se celá rodina opět sešla a ona se věnovala nejmladším dcerám Alix a Marii. Byla příliš vyčerpaná na to, aby se v lednu 1878 zúčastnila svatby své neteře, pruské princezny Šarloty v Berlíně. Na podzim roku 1878 zaplatila královna Viktorie velkovévodské rodině dovolenou v Eastbourne, kde se ubytovala v domě na Grand Parade. Alice během této cesty plnila různé královské povinnosti a navštívila svou matku v Osbornu, než se koncem roku 1878 vrátila do Nového paláce v Darmstadtu.

## Smrt

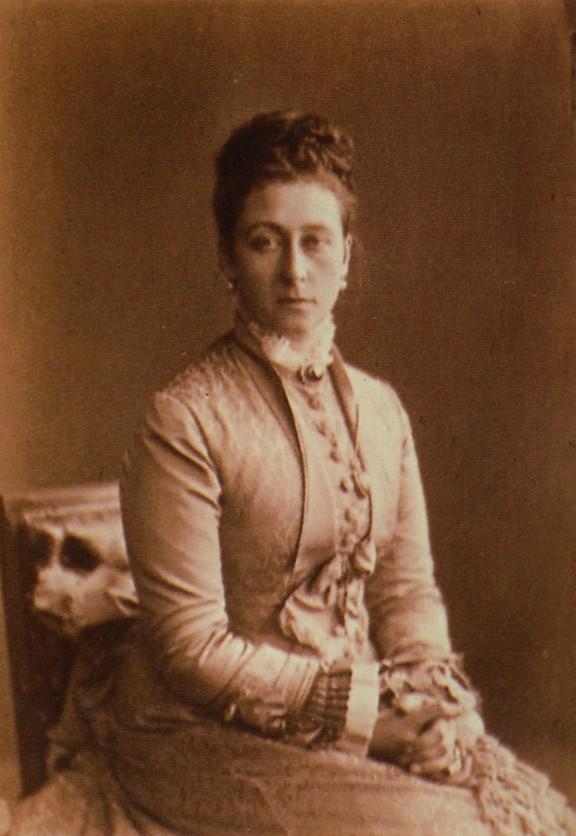
Princezna Alice, velkovévodkyně Hesenská, 1878

V listopadu 1878 onemocněla Alicina domácnost záškrtem. Jako první onemocněla Alicina nejstarší dcera Viktorie, která si 5. listopadu večer stěžovala na ztuhlý krk. Záškrt byl diagnostikován následujícího rána a brzy se nemoc rozšířila i na Aliciny děti Alix, Marii, Irenu a Arnošta. Krátce nato se nakazil i její manžel Ludvík. Jediné dítě, které neonemocnělo, byla Alžběta, kterou Alice poslala do paláce své tchyně, princezny Alžběty Pruské.
Marie 15. listopadu vážně onemocněla a Alice byla přivolána k jejímu lůžku, ale než dorazila, Marie se udusila. Zoufalá Alice napsala královně Viktorii, že „ta bolest se nedá popsat slovy“. Alice zprávu o Mariině smrti před svými dětmi několik týdnů tajila, ale na začátku prosince ji konečně sdělila Arnoštovi. Jeho reakce byla ještě horší, než očekávala; zpočátku tomu odmítal uvěřit. Když seděl a plakal, Alice porušila své pravidlo o fyzickém kontaktu s nemocnými a políbila ho. Zpočátku však Alice neonemocněla. Setkala se se svou sestrou Viktorií, když projížděla Darmstadtem na cestě do Anglie, a ještě téhož dne napsala matce „s náznakem obnovené veselosti.“ V sobotu 14. prosince, v den výročí otcovy smrti, však vážně onemocněla záškrtem, který chytila od svého syna. Její poslední slova byla „drahý tatínku“ a v půl třetí ráno upadla do bezvědomí.Krátce po půl deváté ráno zemřela. 18. prosince 1878 byla Alice pohřbena ve velkovévodském mauzoleu v Rosenhöhe u Darmstadtu, nad její rakví byla zavěšena vlajka Spojeného království.
Byla prvním dítětem královny Viktorie, které zemřelo, a její matka ji přežila o více než 20 let. Shodu dat úmrtí Alberta a Alice Viktorie označila za „téměř neuvěřitelnou a nanejvýš záhadnou“. V den Aliciny smrti si královna Viktorie psala do svého deníku a zmiňovala se o nedávném utrpení rodiny: „Tento strašný den se opět vrátil!" Otřesená žalem napsala své dceři princezně Viktorii: ‚,Mé drahé dítě, které stálo při mně a podporovalo mě před sedmnácti lety v tentýž den, bylo připraveno o život, a to tak strašnou a děsivou nemocí... Měla povahu milovaného tatínka a mnoho z jeho obětavé povahy a neohrožené a úplné oddanosti povinnostem!" Princezna Viktorie vyjádřila matce svůj zármutek v dopise o 39 stranách a hluboce oplakala Alici, sestru, k níž měla nejblíže. Účast na pohřbu však jí i jejímu manželovi zakázal německý císař, který se obával o jejich bezpečnost.
Alicinu smrt pocítili v Británii i v Hesensku. Smrt těžce nesla i královská rodina, zejména Alicin bratr a švagrová, princ a princezna z Walesu. Princezna z Walesu při setkání s královnou po Alicině smrti zvolala: „Přála bych si, abych zemřela místo ní.“ Princ mezitím napsal hraběti Granvillovi, že Alice „byla moje nejoblíbenější sestra. Tak hodná, tak milá, tak chytrá! Tolik jsme toho spolu prožili..."

## Potomci
Z manželství Alice a Ludvíka vzešlo sedm potomků (dva chlapci a pět dívek):
- Viktorie Hesensko-Darmstadtská (5. dubna 1863 – 24. září 1950), ⚭ 1884 Ludvík z Battenbergu (24. května 1854 – 11. září 1921)
- Alžběta Hesensko-Darmstadtská (1. listopadu 1864 – 18. července 1918), po konverzi přijala jméno Alžběta (Jelizaveta) Fjodorovna, zavražděna bolševiky ⚭ 1884 Sergej Alexandrovič Romanov (11. května 1857 – 17. února 1905), ruský velkokníže, zavražděn atentátníkem
- Irena Hesensko-Darmstadtská (11. července 1866 – 11. listopadu 1953), ⚭ 1888 Jindřich Pruský (14. srpna 1862 – 20. dubna 1929)
- Arnošt Ludvík Hesenský (25. listopadu 1868 – 9. října 1937), poslední hesenský vekovévoda,
⚭ 1894 Viktorie Melita Sasko-Koburská (25. listopadu 1876 – 2. března 1936), rozvedli se v roce 1901
⚭ 1905 Eleonora ze Solms-Hohensolms-Lich (17. září 1871 – 16. listopadu 1937)
- Fridrich Hesenský (7. října 1870 – 29. května 1873)
- Alexandra Fjodorovna Ruská (6. června 1872 – 17. července 1918), ⚭ 1894 Mikuláš II. Alexandrovič (18. května 1868 – 17. července 1918), polský král, finský velkokníže a ruský car v letech 1894–1917, po bolševické revoluci v Rusku v roce 1917 byla spolu s manželem a rodinou zavražděna ve vyhnanství
- Marie Hesenská (24. května 1874 – 16. listopadu 1878)

## Dědičná zátěž
Alice byla jedním z potomků královny Viktorie, kteří po ní zdědili gen hemofilie; skrze její dcery se rozšířil do několika evropských panovnických rodin.
V roce 1872 byla hemofilie diagnostikována u Alicina syna Fridricha. Diagnóza znamenala pro evropské královské domy otřes: uběhlo dvacet let od chvíle, kdy královna Viktorie přivedla na svět hemofilického syna Leopolda, a Fridrichova nemoc byla první indicií skutečnosti, že tato porucha krvetvorby je dědičná a pochází právě od Viktorie. Následující rok Fridrich utrpěl nehodu, když vypadl z okna na dřevěné schody a zemřel na krvácení do hlavy.
Přinejmenším dvě z Aliciných dcer byly rovněž nositelkami dispozice k nemoci – hemofilií trpěli dva ze tří synů Ireny (pruští princové Valdemar a Jindřich) a jediný syn Alix, ruský cesarevič Alexej Nikolajevič (pravděpodobně byla nějaká nositelka i mezi jeho sestrami, všechny však zemřely bezdětné). Syn Ernest Ludvík nemoc nezdědil a dcera Viktorie nositelkou zřejmě také nebyla. O dalších dvou dcerách se v tomto směru nic neví – Marie zemřela v dětství a Alžběta byla bezdětná.

## Zajímavosti
Přes svou dceru Viktorii, matku Alice z Battenbergu, je velkovévodkyně Alice prababičkou Philipa Mountbattena, manžela královny Alžběty II.

## Vývod z předků
|                      |                                      |  |                             |                                              |  |  |  |  |  |  |  | Arnošt Fridrich Sasko-Kobursko-Saalfeldský |
|                      |                                      |  |                             |                                              |  |  |  |  |  |  |  |                                            |
|                      | František Sasko-Kobursko-Saalfeldský |  |                             |                                              |  |  |  |  |  |  |  |                                            |
|                      |                                      |  |                             |                                              |  |  |  |  |  |  |  |                                            |
|                      |                                      |  |                             | Žofie Antonie Brunšvicko-Wolfenbüttelská     |  |  |  |  |  |  |  |                                            |
|                      |                                      |  |                             |                                              |  |  |  |  |  |  |  |                                            |
|                      | Arnošt I. Sasko-Kobursko-Gothajský   |  |                             |                                              |  |  |  |  |  |  |  |                                            |
|                      |                                      |  |                             |                                              |  |  |  |  |  |  |  |                                            |
|                      |                                      |  |                             | Jindřich XXIV. Reuss-Ebersdorf               |  |  |  |  |  |  |  |                                            |
|                      |                                      |  |                             |                                              |  |  |  |  |  |  |  |                                            |
|                      | Augusta Reuss Ebersdorf              |  |                             |                                              |  |  |  |  |  |  |  |                                            |
|                      |                                      |  |                             |                                              |  |  |  |  |  |  |  |                                            |
|                      |                                      |  |                             | Karolina Ernestina Erbašsko-Schönberská      |  |  |  |  |  |  |  |                                            |
|                      |                                      |  |                             |                                              |  |  |  |  |  |  |  |                                            |
|                      | Albert Sasko-Kobursko-Gothajský      |  |                             |                                              |  |  |  |  |  |  |  |                                            |
|                      |                                      |  |                             |                                              |  |  |  |  |  |  |  |                                            |
|                      |                                      |  |                             | Arnošt II. Sasko-Gothajsko-Altenburský       |  |  |  |  |  |  |  |                                            |
|                      |                                      |  |                             |                                              |  |  |  |  |  |  |  |                                            |
|                      | Augustus Sasko-Gothajsko-Altenburský |  |                             |                                              |  |  |  |  |  |  |  |                                            |
|                      |                                      |  |                             |                                              |  |  |  |  |  |  |  |                                            |
|                      |                                      |  |                             | Šarlota Sasko-Meiningenská                   |  |  |  |  |  |  |  |                                            |
|                      |                                      |  |                             |                                              |  |  |  |  |  |  |  |                                            |
|                      | Luisa Sasko-Gothajsko-Altenburská    |  |                             |                                              |  |  |  |  |  |  |  |                                            |
|                      |                                      |  |                             |                                              |  |  |  |  |  |  |  |                                            |
|                      |                                      |  |                             | Fridrich František I. Meklenbursko-Zvěřínský |  |  |  |  |  |  |  |                                            |
|                      |                                      |  |                             |                                              |  |  |  |  |  |  |  |                                            |
|                      | Luisa Šarlota Meklenbursko-Zvěřínská |  |                             |                                              |  |  |  |  |  |  |  |                                            |
|                      |                                      |  |                             |                                              |  |  |  |  |  |  |  |                                            |
|                      |                                      |  |                             | Luisa Sasko-Gothajsko-Altenburská            |  |  |  |  |  |  |  |                                            |
|                      |                                      |  |                             |                                              |  |  |  |  |  |  |  |                                            |
| Alice Sasko-Koburská |                                      |  |                             |                                              |  |  |  |  |  |  |  |                                            |
|                      |                                      |  |                             |                                              |  |  |  |  |  |  |  |                                            |
|                      |                                      |  | Frederik Ludvík Hannoverský |                                              |  |  |  |  |  |  |  |                                            |
|                      |                                      |  |                             |                                              |  |  |  |  |  |  |  |                                            |
|                      | Jiří III.                            |  |                             |                                              |  |  |  |  |  |  |  |                                            |
|                      |                                      |  |                             |                                              |  |  |  |  |  |  |  |                                            |
|                      |                                      |  |                             | Augusta Sasko-Gothajská                      |  |  |  |  |  |  |  |                                            |
|                      |                                      |  |                             |                                              |  |  |  |  |  |  |  |                                            |
|                      | Eduard August Hannoverský            |  |                             |                                              |  |  |  |  |  |  |  |                                            |
|                      |                                      |  |                             |                                              |  |  |  |  |  |  |  |                                            |
|                      |                                      |  |                             | Karel Ludvík Fridrich Meklenbursko-Střelický |  |  |  |  |  |  |  |                                            |
|                      |                                      |  |                             |                                              |  |  |  |  |  |  |  |                                            |
|                      | Šarlota Meklenbursko-Střelická       |  |                             |                                              |  |  |  |  |  |  |  |                                            |
|                      |                                      |  |                             |                                              |  |  |  |  |  |  |  |                                            |
|                      |                                      |  |                             | Alžběta Sasko-Hildburghausenská              |  |  |  |  |  |  |  |                                            |
|                      |                                      |  |                             |                                              |  |  |  |  |  |  |  |                                            |
|                      | královna Viktorie                    |  |                             |                                              |  |  |  |  |  |  |  |                                            |
|                      |                                      |  |                             |                                              |  |  |  |  |  |  |  |                                            |
|                      |                                      |  |                             | Arnošt Fridrich Sasko-Kobursko-Saalfeldský   |  |  |  |  |  |  |  |                                            |
|                      |                                      |  |                             |                                              |  |  |  |  |  |  |  |                                            |
|                      | František Sasko-Kobursko-Saalfeldský |  |                             |                                              |  |  |  |  |  |  |  |                                            |
|                      |                                      |  |                             |                                              |  |  |  |  |  |  |  |                                            |
|                      |                                      |  |                             | Žofie Antonie Brunšvicko-Wolfenbüttelská     |  |  |  |  |  |  |  |                                            |
|                      |                                      |  |                             |                                              |  |  |  |  |  |  |  |                                            |
|                      | Viktorie Sasko-Kobursko-Saalfeldská  |  |                             |                                              |  |  |  |  |  |  |  |                                            |
|                      |                                      |  |                             |                                              |  |  |  |  |  |  |  |                                            |
|                      |                                      |  |                             | Jindřich XXIV. Reuss-Ebersdorf               |  |  |  |  |  |  |  |                                            |
|                      |                                      |  |                             |                                              |  |  |  |  |  |  |  |                                            |
|                      | Augusta Reuss Ebersdorf              |  |                             |                                              |  |  |  |  |  |  |  |                                            |
|                      |                                      |  |                             |                                              |  |  |  |  |  |  |  |                                            |
|                      |                                      |  |                             | Karolina Ernestina Erbašsko-Schönberská      |  |  |  |  |  |  |  |                                            |
|                      |                                      |  |                             |                                              |  |  |  |  |  |  |  |                                            |